# Adonisea biforma
Adonisea biforma là một loài bướm đêm trong họ Noctuidae.